# Mikael Rechner

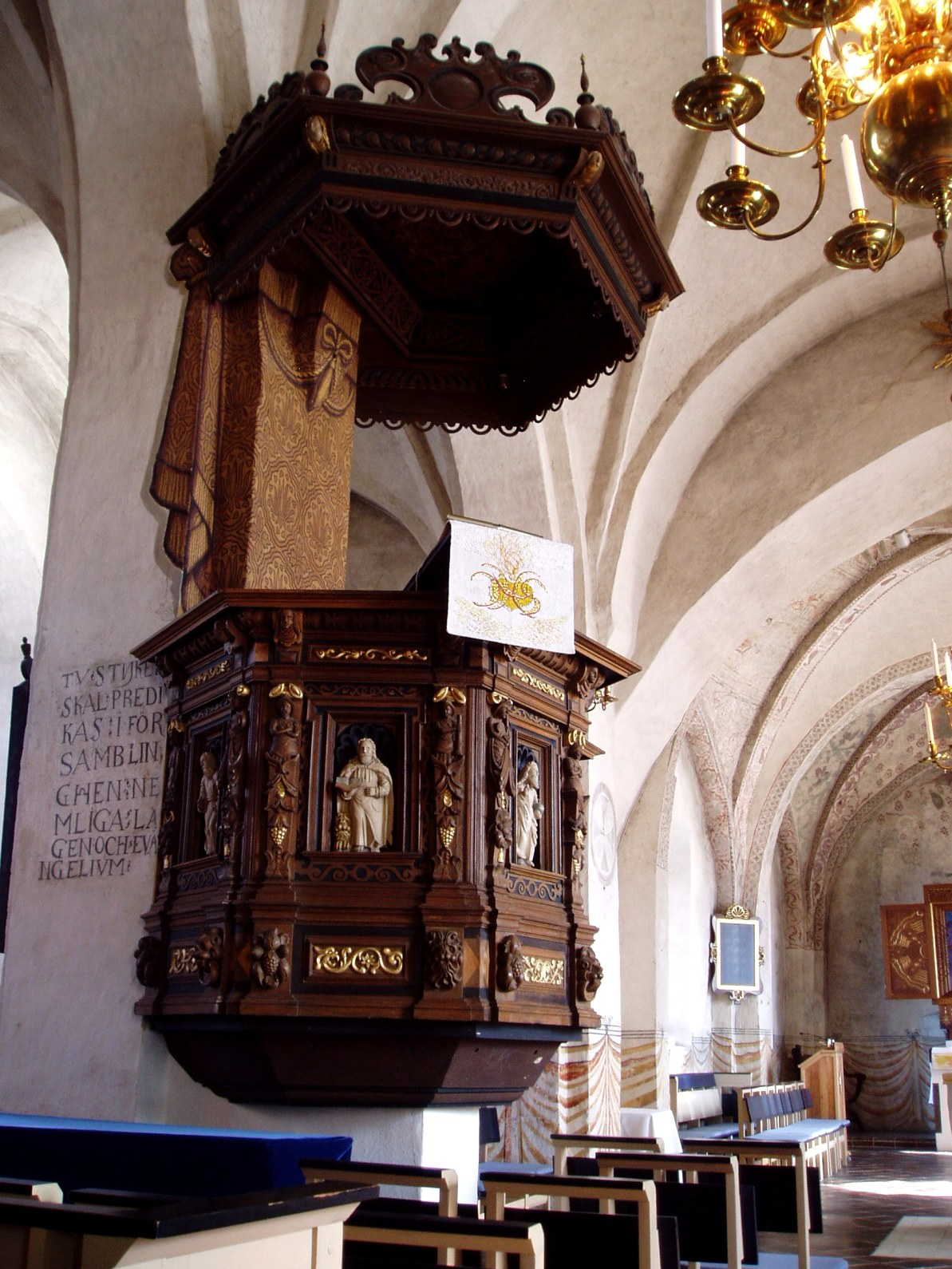
Predikstolen i Torshälla kyrka.

Mikael Rechner (Mechill Beckner) var en träskulptör verksam i mitten av 1600-talet.
Rechner var verksam som domkyrkosnickare i Strängnäs på 1640-talet Han utförde 1642 predikstolar till Torshälla, Fogdö och de ej bevarade predikstolarna i Lerbro och Dunkers kyrkor samt predikstolar till Husby-Rekarne kyrka 1644 och Jäder kyrka som senare flyttades till Barva kyrka. Till Strängnäs domkyrka utförde han allt trävirke med dess beprydelser till orgeln som i början av 1800-talet monterades ner. Han fick 1636 en byggnadstomt av kyrkan mot att han skulle förfärdiga något kosteligt och väl utstofferat snickarverk till ett värde av hundra daler kopparmynt. Om detta snickarverk utfördes är det numera försvunnet. Hans stil kännetecknas av ganska grova figurskulpturer med en fyllig och skicklig utförd dekor av nederländsk stil.